# Gössendorf
Gössendorf là một đô thị thuộc huyện Graz-Umgebung bang Steiermark, nước Áo. Đô thị Gössendorf có diện tích 7,21 km², dân số thời điểm cuối năm 2012 là 3722 người.